# Dischistus atlanticus
Dischistus atlanticus är en tvåvingeart som först beskrevs av Santos Abreu 1926.  Dischistus atlanticus ingår i släktet Dischistus och familjen svävflugor. Inga underarter finns listade i Catalogue of Life.